# Rhabdomastix (Rhabdomastix) usuriensis
Rhabdomastix (Rhabdomastix) usuriensis is een tweevleugelige uit de familie steltmuggen (Limoniidae). De soort komt voor in het Palearctisch gebied.